# Yasmani Grandal
Yasmani Grandal, född den 8 november 1988 i Havanna, är en kubansk professionell basebollspelare som spelar för Chicago White Sox i Major League Baseball (MLB). Han har tidigare representerat San Diego Padres, Los Angeles Dodgers och Milwaukee Brewers. Grandal är catcher.
Grandal har två gånger tagits ut till MLB:s all star-match (2015 och 2019) och en gång till All-MLB Second Team (2019).